# Antigo Hospital da Criança Santo Antônio (Porto Alegre)
O  Antigo Hospital da Criança Santo Antônio é um edifício histórico desativado em Porto Alegre, capital do estado brasileiro do Rio Grande do Sul. Está localizado na Avenida Ceará, n° 1549, no bairro São Geraldo, em um terreno que ocupa a quadra delimitada por outras três importantes vias: as avenidas Maranhão e Paraná e a rua Ernesto da Fontoura.

## História
O antigo hospital foi fundado em 1953 pelo pediatra Décio Martins Costa, tendo iniciado suas atividades como centro médico ambulatorial voltado apenas para infecções, porém acabou se tornando um hospital pediátrico de referência estadual com 9.950 m² de área construída. Tinha localização estratégica, na "entrada" da capital, o que facilitava o atendimento de pacientes de cidades interioranas.
O projeto arquitetônico é de autoria de Christiano de la Paix Gelbert (1944) e tem linguagem Art déco.
Encerrou suas atividades em 2002, quando contava com 266 leitos e 45% dos antedimentos para crianças do interior. Na época foi incorporado à Santa Casa de Misericórdia de Porto Alegre, a qual decidiu então por construir um prédio mais moderno dentro de seu complexo hospitalar no Centro Histórico, o atual Hospital da Criança Santo Antônio (HCSA), em vez de reformar o antigo edifício. Em 2005, seu terreno foi vendido ao Centro Clínico Gaúcho.

### Futuro
Hoje, o prédio e seu quarteirão pertencem a uma construtora que pretende revitalizar a estrutura e construir nela um complexo multiuso, preservando o edifício principal e sua capela. A proposta integra um plano maior, de trazer desenvolvimento para o 4º Distrito de Porto Alegre.
Entre agosto e setembro de 2019, abrigou a Mostra CASACOR Rio Grande do Sul, em sua 28ª edição.